# Hon na lišku (film, 2014)
Hon na lišku (v anglickém originále Foxcatcher) je americký životopisný dramatický film z roku 2014. Produkce a režie se ujal Bennet Miller. Scénář napsali E. Max Fye a Dan Futterman. Hlavní role hrají Steve Carell, Channing Tatum a Mark Ruffalo.
Film měl premiéru na Filmovém festivalu v Cannes 19. května 2014 a do kin byl oficiálně uveden 14. listopadu 2014.
Film získal pět nominací na Oscara, tři nominace na Zlatý glóbus.

## Obsazení
| Steve Carell         | John Eleuthere du Pont |
| Channing Tatum       | Mark Schultz           |
| Mark Ruffalo         | Dave Schultz           |
| Sienna Miler         | Nancy Schultz          |
| Vanessa Redgraveová  | Jean du Pont           |
| Anthony Michael Hall | Jack                   |
| Guy Bond             | Henry Beck             |
| Brett Rice           | Fred Cole              |
| Samara Lee           | Danielle Schultz       |
| Jackson Frazer       | Alexander Schultz      |
| Jane Mowder          | Rosie                  |
| Daniel Hilt          | Robert Garcia          |
| David Bennett        | režisér dokumentu      |

## Produkce
Bennet Miller začal pracovat na projektu v roce 2010, poté co získal práva od Michaela Colemana a Toma Hellera. Megan Ellison zafinancovala film díky Annapurna Pictures. Sony Pictures Classics se stal distributorem, převzal tak film od Columbia Pictures, který film také zafinancoval. Natáčení začalo v říjnu v Pittsburghu a poté pokračovala Sewicku v Pensylvánii, Sewickley Heights a Edgeworthu.

## Přijetí
Film vydělal 12,1 milionů dolarů v Severní Americe a 1,5 milionů dolarů v ostatních oblastech, celkově tak vydělal přes 13,6 milionů dolarů po celém světě. Rozpočet filmu však činil 24 milionů dolarů. V Severní Americe byl oficiálně uveden 14. listopadu 2014, pouze do 6 kin, kde vydělal 270 877 dolarů. Do více kin se film dostal 16. ledna 2015, kdy se promítal v 759 kinech a vydělal 980 tisíc dolarů.

## Ocenění
Na 87. ročník udílení Oscarů film získal nominace v kategoriích nejlepší režisér (Bennett Miler), nejlepší herec (Steve Carell), nejlepší herec ve vedlejší roli (Mark Ruffalo), nejlepší původní scénář (E. Max Frye a Dan Futterman), nejlepší masky (Bill Corso a Dennis Liddiard).